# 加勒斯·普
加勒斯·普（英語：Gareth Pugh，1981年8月31日—）是英國時尚設計師，出生於英國桑德蘭。其個人品牌為Gareth Pugh，曾於2010年在香港中環開設全球首間專門店。目前他在於巴黎居住及工作。

## 外部連結
- 官方网站
- 時裝模特指南上的加勒斯·普
- . Fashion, Jewellery & Accessories. 維多利亞與艾伯特博物館.   [2018年5月5日]. （原始内容存档于2007年9月29日）.
- Biographical films, performance films, catwalk shows